# Муссамбани, Эрик
Эрик Муссамбани Малонга (исп. Eric Moussambani Malonga; род. 31 мая 1978, Малабо) — пловец из Экваториальной Гвинеи. Прозванный СМИ Эриком Угрём, получил широкую известность после  летних Олимпийских игр 2000 года в Сиднее, на которых он показал худший результат стометровки вольным стилем среди победителей олимпийских заплывов.

## Биография
Эрик начал заниматься плаванием всего за 8 месяцев до Олимпиады, он тренировался в 20-метровом гостиничном бассейне в Малабо, а 50-метровый бассейн впервые увидел уже в Сиднее. На Олимпиаду он попал благодаря специальной квоте для развивающихся стран без дорогих спортивных объектов.
В своём заплыве Эрик Муссамбани остался единственным участником, так как двое его соперников были дисквалифицированы за фальстарт. Первую половину дистанции пловец одолел за 40,97 секунды. К финишу пришёл с результатом 1:52,72. Для сравнения первое место занял Питер ван ден Хогенбанд с результатом 48,30. Формально это время стало новым рекордом Экваториальной Гвинеи и личным рекордом Муссамбани.
После соревнования Эрик заявил прессе:

Прежде мне никогда не доводилось плыть сто метров. Это слишком длинная дистанция, но я всё-таки преодолел её.
На Олимпиаду 2004 года в Афинах Эрик Муссамбани не попал из-за проблем с визой. В пекинской Олимпиаде участия не принимал.